# Giscon (général carthaginois, IVe siècle av. J.-C.)
Pour les articles homonymes, voir Giscon.
Sauf précision contraire, les dates de cet article sont sous-entendues « avant l'ère commune » (AEC), c'est-à-dire « avant Jésus-Christ ».
Giscon I est un général carthaginois, au IVe siècle av. J.-C.
On sait de lui qu’il avait été exilé de Carthage sous le prétexte d'avoir causé la mort de son frère. En 339 avant J.-C., les Carthaginois, défaits lors d'une bataille sur le fleuve Grimissus, en Sicile, décidèrent de le rappeler pour donner une issue favorable à ce désastre. Et pour mieux le convaincre, le sénat lui accorda l'autorisation de se venger de ceux qui l'avaient exilé. Il accepta et en réparation il demanda simplement à ses anciens ennemis de se prosterner devant lui, puis il leur pardonna. Il prit alors la tête de l'armée en Sicile, mais ne parvint pas à vaincre son adversaire, Timoléon. Toutefois, il réussit à conclure avec lui un traité de paix avantageux, en 338.
Les historiens ont aussi montré qu'il était le père d'Hamilcar, qui combattit Agathocle.
Certains historiens, derrière Karl Julius Beloch, pensent qu'il devint roi de Carthage, entre 337 et 330. Cette thèse est cependant abandonnée par l'immense majorité des spécialistes actuels de la constitution de Carthage, qui considèrent les supposés rois de Carthage comme des suffètes, magistrats élus.